# Costâna, Suceava
Costâna (germană Kostyna) este un sat în comuna Todirești din județul Suceava, Bucovina, România.

## Obiective turistice
- Biserica Sfântul Gheorghe din Costâna - monument istoric ctitorit în anul 1811 de baronii Ion (Ianoș) și Gheorghe Cârstea

## Personalități
- Vasile Bumbac (1837-1918) - poet român

## Recensământul din 1930
Componența etnică a satului Costâna
     Români (95,3%)
     Germani (2%)
     Evrei (1%)
     Ruși (0,6%)
     Altă etnie (1,1%)
Componența confesională a satului Costâna
     Ortodocși (96,75%)
     Evanghelici\Luterani (0,8%)
     Romano-catolici (1,4%)
     Mozaici (1%)
     Altă religie (0,05%)
Conform recensământului efectuat în 1930, populația satului Costâna se ridica la 1.625 locuitori. Majoritatea locuitorilor erau români (95,3%), cu o minoritate de germani (2,0%), una de ruși (0,6%) și una de evrei (1,0%). Restul locuitorilor s-au declarat: maghiari (4 persoane), ruteni (1 persoană). Din punct de vedere confesional, majoritatea locuitorilor erau ortodocși (96,75%), dar existau și minorități de evanghelici\luterani (0,8%), romano-catolici (1,4%) și mozaici (1,0%). Restul locuitorilor au declarat: baptiști (2 persoane).